# Dżuzur al-Ichwa

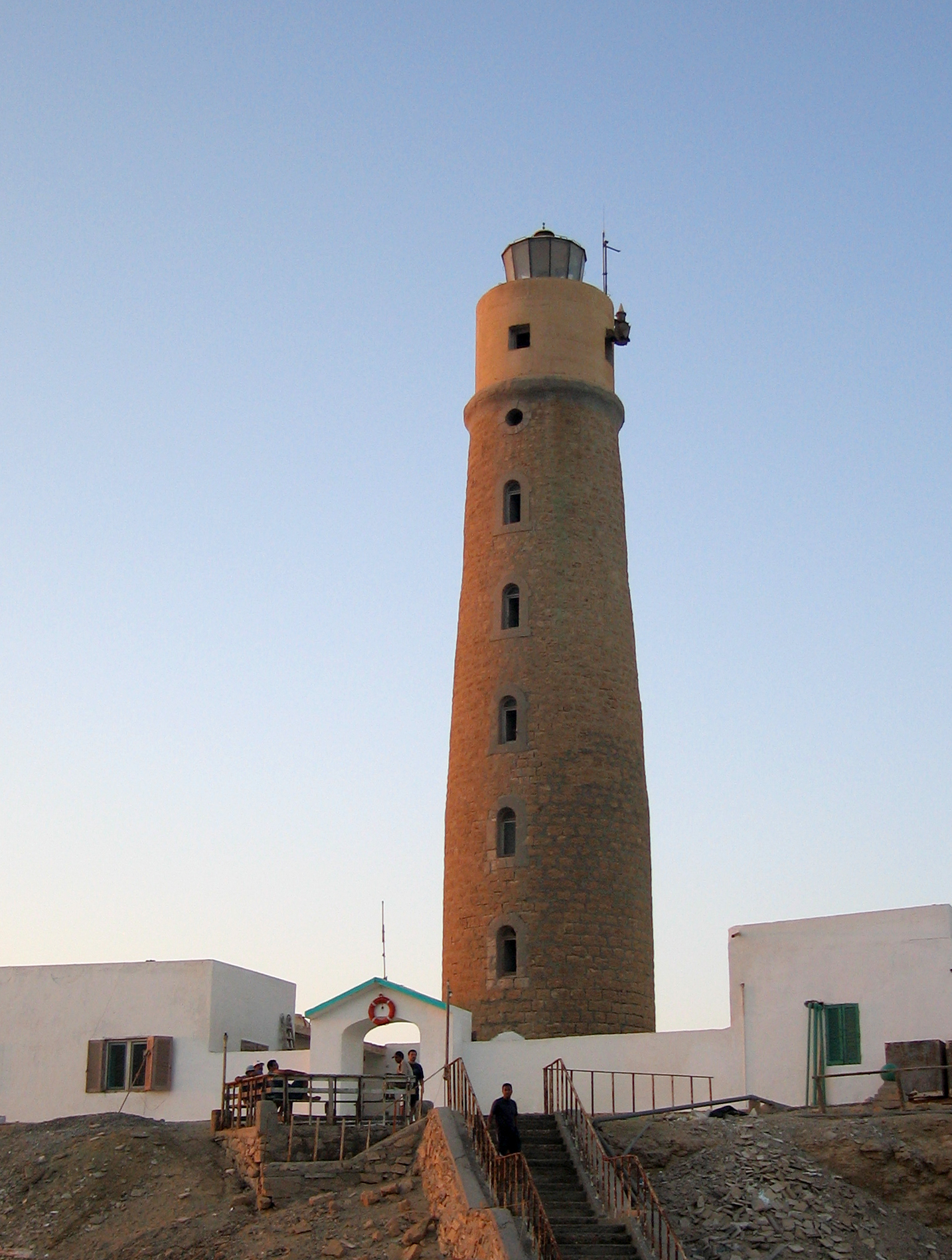
Latarnia morska na wyspie Duży Brat

Dżuzur al-Ichwa (ar. جزر الإخوة, Wyspy Braci) – dwie bliźniacze bezludne wyspy na Morzu Czerwonym w Egipcie, słynne z rafy koralowej i miejsc do nurkowania.

## Opis
Duży Brat to skalista wyspa skalna wystająca kilka metrów nad poziom morza, o rozmiarach 400 na 50 m. Opodal wyspy na głębokości od 8 do 86 m znajduje się wrak statku transportowego Numidia, który zatonął 29 lutego 1901 roku, kiedy to prąd morski zniósł go na rafę oraz wrak statku Aida, który zatonął w 1957 roku, kiedy podczas sztormowej pogody przybył z zaopatrzeniem dla tutejszych latarników. Podczas niefortunnego zakotwiczenia fale morskie zepchnęły go na skały, roztrzaskując kadłub na dwie części. Znajduje się na głębokości od 28 do 52 metrów.
Na wyspie znajduje się latarnia zbudowana przez Anglików, uruchomiona 4 czerwca 1884 roku, światło jej docierało na odległość ponad 20 km. Materiały budowlane zostały wzięte bezpośrednio z wyspy. Obecnie unowocześniona nadal działa.
Mały Brat to mniejsza z wysp; wokół niej znajdują się rafy koralowe.